# Soldagem de termoplástico
Os polímeros termoplásticos possuem uma vasta gama de aplicações que vão destes utensílios domésticos passando por componentes automotivos até aplicações estruturais. Estes materiais se destacam pelo baixo custo de processamento, resistência à corrosão e flexibilidade de formas. 
Contudo, nem sempre é possível ou economicamente viável a injeção de um componente plástico no formato final, fazendo-se necessário o uso de processos de união, que podem ser por colagem ou soldagem. 
Hoje em dia existem várias técnicas para soldagem de termoplásticos, incluindo: selagem dielétrica, gás quente, prato quente, ferramenta quente;, fricção, vibração e solda por ultrassom. 
Em última instancia e independentemente da técnica, a soldagem é realizada por calor que une os materiais termoplásticos a partir de um processo de fusão localizado e controlado. Após a fusão, a área é resfriada e com o endurecimento do material é formanda a junta ou solda, completando assim o processo de soldagem.
Na determinação de qual técnica deve ser utilizada muitos fatores devem ser considerados: resistência mecânica requerida, a forma e tamanho das partes a serem unidas, o equipamento a ser empregado, e se é preciso que a solda não seja aparente no produto final. Também deve ser considerada a compatibilidade entre os materiais a serem unidos .
Em todos os tipo de solda é importante se estabelecer ajustes de tempo, exposição e pressão que sejam capazes de fundir as superfícies dos polímeros e manter o contato mecânico durante o resfriamento. Calor excessivo pode levar a uma fusão excessiva, e até mesmo a uma degradação do polímero. Calor insuficiente, em contrapartida, produz juntas irregulares e com baixa resistência mecânica. 

## Soldagem dielétrica ou de alta frequência
A soldagem dielétrica aplica um campo elétrico alternado de alta amplitude na chapa ou filme de plástico a ser soldado. O calor gerado no interior do plástico pela dissipação dielétrica (dado um plástico com suficiente módulo de perda dielétrica)irá promover a fusão nos pontos de contato (onde o campo elétrico se concentra. Aplicando-se pressão neste ponto e com um tempo suficiente de resfriamento, uma ligação permanente é formada.
Esse tipo de soldagem pode ser aplicado para quase todos termoplásticos, por exemplo: ABS, acetato, filme de poliéster, PVC, poliuretano, acrílicos. É até mesmo possível soldar dieletricamente os mais tenazes polímeros de engenharia, como filme de poliacetal. Em casos onde o módulo de perda é relativamente baixo, altas freqüências devem ser utilizadas, necessitando de equipamentos mais caros. Soldagem dielétrica é mais aplicada, atualmente, na selagem de filmes vinílicos e em camadas para produtos como capas de chuva, infláveis, e cortinas para chuveiro.
Uma linha montada para operações de selagem por alta frequência geralmente consiste de um gerador, uma prensa seladora para aplicar pressão na região a ser ligada e moldes seladores para calor, dispostos na prensa para determinar o formato da área a ser selada. Faixas de operação de 1 a 100 KW são disponíveis, sendo que a faixa usual é de 3 a 25 KW.   Quanto maior a frequência, para dado módulo de perda dielétrica do plástico, mais rápido ocorre a fusão e solda.
Com o passar dos anos, a soldagem dielétrica tem se tornado um processo muito versátil. Por exemplo, no painel de portas de carro,  camadas vinílicas são presas a uma camada rígida, entremeadas por espuma de poliuretano, através deste método de soldagem. Solas de sapato também tem sido coladas através deste tipo de soldagem, sendo que esta técnica para colar a sola demora apenas um dia para o sapato ficar pronto, comparando-se a outros métodos que demorariam uma semana.
Finalmente, a soldagem dielétrica pode ainda ser usada como um método de decoração de produtos plásticos. Por exemplo, selando dois filmes vinílicos com um padrão predeterminado no molde é possível obter-se um efeito acolchoado. Um outro método possível é chamado de soldagem de aplique. Funciona basicamente por um sistema de selagem e rasgo, onde o molde é forçado além do que seria normalmente, causando um afinamento da região, e assim o plástico sobressalente pode ser rasgado fora com as mãos. É possível criar um modelo de estampa rasgando todo o polímero em volta da área selada, deixando o modelo determinado pelo molde.

## Soldagem térmica de filmes e camadas
Este método envolve uma prensa com pelo menos uma chapa com barra que se movimenta. As barras são aquecidas por alta corrente elétrica e baixa tensão. O calor é aplicado na superfície externa do produto e deve atingir a superfície a ser soldada. Uma variação deste processo envolve a disposição de um arame metálico ou outro inserto entre as camadas a serem soldadas, para aumentar a eficiência da etapa de aquecimento. 
Alguns dos equipamentos mais comuns de selagem térmica são listados abaixo:
- Seladores com barra tipo mandíbula A selagem ocorre entre uma barra aquecida eletricamente e uma base estacionária; PTFE ou outra cobertura resistente a altas temperaturas deve ser aplicada para evitar que material fundido grude na barra aquecida.
- Seladores rotacionais Em um processo contínuo, mecanismos rotativos operam passando o filme por um tambor rotativo que atua como base sobre a qual a barra seladora aquecida prensa.
- Seladores rotacionais com cintas O filme se move entre cintas de metal, movendo-se primeiro entre mandíbulas aquecidas e então entre rolos pressionadores, e finalmente entre mandíbulas resfriadoras.
- Selador com faca quente ou por solda lateral A solda é feita pressionando-se continuamente uma barra aquecida com faca na borda contra o filme.
- Selagem multiponto Calor é transmitido para o produto em pontos muito pouco espaçados e, então, apenas pequena porção da superfície do filme é de fato selada. Isso resulta numa selagem que pode ser desfeita, mas não sob condições normais.

## Soldagem por gás quente
A maioria dos termoplásticos pode ser soldada por este método, mas tem sido aplicada majoritariamente no PVC, em produtos como reservatórios e encanamentos. O processo não é bom para materiais fabricados com carga mineral e é usado somente para unir materiais com espessura maior que 1,5 mm. Não costuma ser aplicado em peças com mais 9,5mm. As aplicações usuais se encontram em peças grandes, estruturais. O método consiste em aplicar gás quente nas superfícies a serem soldadas e na vareta soldadora. Geralmente utiliza-se ar quente, nitrogênio é utilizado em PE e acetatos, para evitar a oxidação com o ar. A vareta soldadora é constituída do mesmo material das partes a serem ligadas e, à medida que a ferramenta de soldagem passa pela junta, a vareta amolecida é depositada mecanicamente pela área da junta. No resfriamento, as superfícies são unidas pelo material fundido da vareta.
Em termoplásticos os materiais não derretem e escoam, apenas amolecem, e assim o soldador deve aplicar pressão na vareta soldadora para forçar a superfície amolecida sobre a vareta para se criar uma ligação permanente.
Varetas com seção triangular preenchem a junta em apenas uma etapa, reduzindo o tempo do processo, obtendo melhor aparência e reduzindo a chance de ocorrer porosidades. Ainda, a vareta triangular pode ser aplicada com uma ferramenta de alta velocidade, que permite uma aparência bem melhor do que se fosse soldada à mão.
A velocidade da soldagem à mão pode ser muito aumentada com o uso de revolver, que possui um fluxo de gás quente em sua ponta, e mantém a vareta na posição correta, simplificando a aplicação de uma pressão otimizada no local a ser ligado durante a soldagem. 

## Soldagem por fricção
Nesse processo, duas superfícies são atritadas até que a fricção crie calor suficiente e os materiais são levados a um estado plástico, sem alcançar o ponto de fusão e aplica-se uma força de forja para completar a solda. 
A resistência da solda alcança valores próximos do material soldado.
Quase todos os termoplásticos rígidos podem ser soldados dessa maneira, apesar de alguns mais maleáveis apresentarem alguns problemas. Exemplos são o LDPE e EVA. 
As vantagens desse processo são:
- Resistência e boa aparência da solda
- Exclusão do efeito de oxidação nas superfícies aquecidas que estão em contato direto
- Adaptabilidade de equipamentos comuns como furadeiras e tornos

As principais desvantagens são:
- Limitiação a uma área circular
- O squeezing out de um material flexível além da área de solda

Acreditava-se que essa técnica só poderia ser aplicada em peças pequenas, porém já foram soldadas peças maiores de 500mm.
A soldagem por fricção envolve a rotação de uma parte contra a outra parada da peça a ser produzida. O atrito e a pressão entre as partes é mantida o suficiente para geral calor e fundir as superfícies. O calor do atrito é suficiente para fundir quase imediatamente as superfícies sem afetar substancialmente a temperatura do material fora da superfície de contato. Quando calor suficiente é gerado, a rotação para e é aplicada pressão para retirar bolhas e distribuir o fundido uniformemente. A pressão é mantida até a solidificação da solda . É necessário muitas vezes, frear a rotação, ao invés de uma parada brusca na rotação, para evitar a quebra da soda parcialmente solidificada.
Baixa produção ou protótipos podem ser soldados em uma furadeira convencional. Grandes produções necessitam de equipamentos com ferramentas, temporizadores e válvulas especialmente projetados.
O esquema básico de um equipamento para soldagem por fricção é um motor que é ligado a ferramenta rotacional por uma correia. Um cilindro pneumático é o responsável por acionar verticalmente a ferramenta. Um temporizador e válvula de pressão servem para controlar o cilindro pneumático.
As principais variáveis da soldagem por fricção são a velocidade de rotação, pressão entre as superfícies e tempo de rotação. A velocidade de rotação depende do diâmetro a ser soldado.
A pressão é uma maneira conveniente de estabelecer o calor a ser gerado entre as partes. Durante o processo essa pressão elimina bolhas, contaminações e excesso de material da solda.
O tempo deve garantir que o material seja fundido e deve-se controlar o momento de parada do equipamento. 
Existem dois métodos básicos de soldagem por fricção: por pivot e por inércia. O que difere é o controle do tempo de rotação. No pivot o tempo é controlado por um temporizador que controla o tempo de retorno do pivot. No método de inércia, a ferramenta é desligada do motor depois do começo do ciclo de soldagem. A energia cinética da ferramenta girando livremente(inércia) gera o calor para soldagem. Assim, o tempo de rotação pode variar por ajustes na massa da ferramenta de inércia ou mais precisamente pela velocidade de rotação.
O método de pivot normalmente é usado para soldas de área de 3mm2 ou menores. O método de inércia é recomendado para áreas maiores devido ao controle refinado e energia. As partes essenciais da ferramenta de pivot são o elemento de condução e o pino pivot. A ferramenta de pivot gira a uma velocidade constante no ciclo de soldagem. Ao final do ciclo, a ferramenta retrai e o elemento de condução é desligado enquanto a pressão é mantida pelo pino. O movimento é instantaneamente freado e a solda se solidifica.
Os elementos essenciais das ferramenta de inércia são o elemento de condução e a massa rotacional.

## Soldagem vibracional
Uma nova variação da soldagem por fricção é a soldagem por vibração. Na soldagem vibracional, o calor de atrito é gerado pela pressão de duas superfícies plásticas que vibram com uma diferença de fase. A maior vantagem dessa técnica é que ela não precisa ser aplicada a partes circulares, com um pequeno deslocamento entre as partes.
A configuração da solda, quando a vibração cessa, estará na exata posição entre as partes. Depois de um curto resfriamento sob pressão as partes estarão soldadas.
As máquinas de soldagem vibracional operam com baixas frequências, com cerca de 90 a 240 Hz. A amplitude do deslocamento pode variar de 3 a 6 mm. A pressão varia de 200 a 250 psi e o tempo, entre 2 e 3 segundos mais um segundo de tempo de resfriamento. Apesar de esse tempo ser maior que a soldagem por fricção ou por ultrassom, é muito menor que os ciclos de soldagem por placa quente ou por solvente.
Com essa técnica, é possível soldar partes com comprimento de até 50cm. 
A solda básica aplicada é a solda na extremidade e, a não ser que as partes tenhas paredes grossas, será necessária uma flange para garantir uma superfície adequada. Como toda solda por aquecimento, existe um pouco de material fundido na área de junção. 
Aplicações típicas da soldagem vibracional são bombas de combustível, tanques, válvulas. Essa técnica é mais aplicada a materiais como POM, PA, PE, PTFE e poliéster. A técnica é patenteada pela Du Pont.

## Soldagem por ultrassom
O uso de vibrações ultrassônicas para soldagem tem crescido nos últimos anos. Basicamente o princípio envolve frequências acima de 15 kHz (kHz= mil vibrações por segundo); as mais utilizadas são de 20 e 40 kHz. É utilizado um conjunto acústico que converte uma excitação elétrica em vibração, que aplicada ao material gera o aquecimento e a fusão controlada das interfaces. 
O ultrassom é empregado principalmente para solda dos seguintes termoplásticos: Pet Polipropileno Policarbonato Poliacetal Nylon Acrilico poliestileno poliestireno polietileno poliester pvc e muitos outros.
Nas soldadoras por ultrassom, ondas ultrassônicas são geradas por conjuntos acústicos, sendo este conjunto acústico constituído por um transdutor, um transformador acústico e uma ferramenta de solda com formado adequado às partes a serem soldadas .
O transdutor ultrassônico do conjunto acústico converte energia elétrica em energia mecânica e vice-versa. O elemento ativo dos transdutores é uma cerâmica piezoelétrica, ou mais de uma, que apresentam o efeito piezoelétrico. O efeito piezoelétrico foi descoberto por Pierre e Jacques Curie em 1880 e consiste na variação das dimensões físicas de certos materiais sujeitos a campos elétricos [ligação inativa].
O conjunto acústico possui uma frequência de ressonância natural que depende de forma inversamente proporcionais às dimensões de suas partes. Um conjunto acústico de 20 kHz tem aproximadamente o dobro do tamanho de um de similar potência de 20 kHz. As três partes constituintes do conjunto acústico devem apresentar a mesma frequência de ressonância, para tanto são utilizados analisadores de transdutores  para garantir a sintonia [6]. 
A quantidade de energia aplicada ao termoplástico depende basicamente da velocidade de contato entre a peça e o sonotrodo, variando alternadamente de forma senoidal.
A velocidade na face do sonotrodo é proporcional ao produto da amplitude de deslocamento pela frequência.
O deslocamento da face ou amplitude de face é normalmente em torno de 25 ou 0,0025 mm. A quantidade de energia mecânica (vibração), aplicada à peça é o produto da velocidade do sonotrodo pela força em reação ao movimento do sonotrodo produzida pela peça. Dentro de certos limites essa força de reação é relacionada com a pressão exercida pela prensa pneumática sobre a peça e também função da área e do material a ser soldado.
O produto força x velocidade, determina o fluxo de energia mecânica sobre a peça, porém para obtermos um resultado ideal devemos considerar que cada aplicação requer uma relação específica de força e velocidade, ou seja, a seleção da pressão e amplitude apropriada, para cada aplicação.
Um sonotrodo vibrando livremente no ar requer pouquíssima energia, porém quando aplicamos uma carga mecânica ao sonotrodo, uma carga elétrica proporcional é aplicada na fonte geradora.
Usando freqüências ultrassônicas, podemos dosar grandes quantidades de energia em uma determinada carga sem necessitar de grandes deslocamentos ou forças.
O uso do ultra som possibilita a dosagem de grandes quantidades de energia a uma peça termoplástica sem produzir deformações, rachaduras ou tensões no material.